# Redvägs församling
Redvägs församling är en församling i Redvägs och Ås kontrakt i Skara stift. Församlingen ligger i Ulricehamns kommun i Västra Götalands län och ingår i Ulricehamns pastorat. 

## Administrativ historik
Församlingen bildades 2006 genom sammanslagning av Liareds, Kölingareds, Knätte, Böne, Kölaby, Humla, Blidsbergs och Dalums församlingar och utgjorde därefter till 2022 ett eget pastorat. 1 januari 2022 uppgick församlingen i Ulricehamns pastorat.

## Kyrkor
- Blidsbergs kyrka
- Böne kyrka
- Dalums kyrka
- Humla kyrka
- Knätte kyrka
- Kölaby kyrka
- Kölingareds kyrka
- Liareds kyrka